# Kandíla (Étolie-Acarnanie)
Pour les articles homonymes, voir Kandíla.
Kandíla, en grec moderne : Κανδήλα, est un village du dème de Xirómero, district régional d’Étolie-Acarnanie, en Grèce-Occidentale.
Selon le recensement de 2011, la population du village s'élève à 1 048 habitants.